# ジャン・バティスト・ヴォリュミエ
ジャン・バティスト・ヴォリュミエ（Jean Baptiste Volumier [Woulmyer], 1677/78年 スペイン? - 1728年10月7日 ドレスデン）は、ドイツで活動したヴァイオリニスト、作曲家、コンサートマスター 。

## 生涯
ヴォルミエは1677年か1678年に生まれた。ヴォリュミエはその名前から、おそらくフランドル（スペイン領ネーデルラント）出身の家系に生まれたと思われ、その経歴からは彼がスペインで生まれたことが読み取れる。
若い頃、ヴォリュミエはパリ、おそらくフランスの宮廷で音楽を学び、当時の最新流行であったフランス流の演奏技術と作曲技法を身に着けた。
その後ベルリンに移り、1692年にブランデンブルク選帝侯フリードリヒ3世（1701年にプロイセン王フリードリヒ1世となる）に仕え、ほどなく宮廷楽団（シュターツカペレ・ベルリン）の演奏楽長（メートル・ド・コンセール Maitre de Concert）となり、その後宮廷作曲家となって定期的にバレエとダンスの劇作品を作曲する責務を担った。プロイセンの騎士学校ではバレエ教師を務め、その生徒の中には後にJ・S・バッハの雇用主となるドイツの領邦君主アンハルト＝ケーテン侯レオポルトがいた。1695年にザクセン公女ゾフィー・エレオノーレのために書かれた Florens Frühlingsfest は、ヴォリュミエの作品と考えられている。1706年に王太子フリードリヒ・ヴィルヘルムの婚礼の式典のためにアリアと舞曲を作曲した。当時のヴォリュミエの曲は七年戦争の際に毀損され、いずれも残っていない。
1708年にザクセン選帝侯フリードリヒ・アウグスト1世に引き抜かれてドレスデンの宮廷楽団（シュターツカペレ・ドレスデン）に所属する。1709年に演奏楽長（コンツェルトマイスター Concertmeister）に1200ターラーの俸給で就任し、以後終生その地位にあった。この間フランスの器楽をドレスデンに普及させ、ドレスデンのオーケストラを飛躍的に発展させた。  